# North Cachar Hills (huyện)
Huyện North Cachar Hills là một huyện thuộc bang Assam, Ấn Độ. Thủ phủ huyện North Cachar Hills đóng ở Haflong. Huyện North Cachar Hills có diện tích 4888 ki lô mét vuông. Đến thời điểm năm 2001, huyện North Cachar Hills có dân số 186189 người.